# Altura (geometria)

H — altura.

A altura de um objeto ou figura geométrica é uma longitude ou uma distância de uma dimensão geométrica, usualmente vertical ou na direção da gravidade. Este término também se utiliza para designar a coordenada vertical da parte mais elevada de um objeto.

## Triângulo

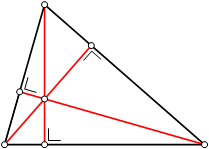
O ponto de interseção das alturas é o ortocentro

Altura de um triângulo é um segmento de reta perpendicular a um lado do triângulo ou ao seu prolongamento, traçado pelo vértice oposto. Esse lado é chamado base da altura, e o ponto onde a altura encontra a base é chamado de pé da altura.
Lembrando que a altura é uma ceviana especial. Ceviana é um segmento de reta que liga um vértice de um triângulo a um ponto qualquer do lado oposto.
O ponto de interseção das três alturas de um triângulo denomina-se ortocentro (H). No triângulo acutângulo, o ortocentro é interno ao triângulo; no triângulo retângulo, é o vértice do ângulo reto; e no triângulo obtusângulo é externo ao triângulo. Os três vértices juntos com o ortocentro formam um sistema ortocêntrico.
No triângulo isósceles, a altura relativa ao ângulo do vértice coincide com a bissetriz e com a mediana daquele mesmo ângulo. No triângulo equilátero, a altura de qualquer lado coincide com as bissetrizes e medianas dos mesmos.
No triângulo equilátero, tem-se que a altura é:
{\displaystyle h={\frac {l\times {\sqrt {3}}}{2}}}.
Já no triângulo retângulo, vale a relação:
{\displaystyle h^{2}=m\times n},
onde {\displaystyle h} é a altura relativa à hipotenusa e {\displaystyle m} e {\displaystyle n} são as medidades das projeções da altura na hipotenusa.